# Hondenpoep

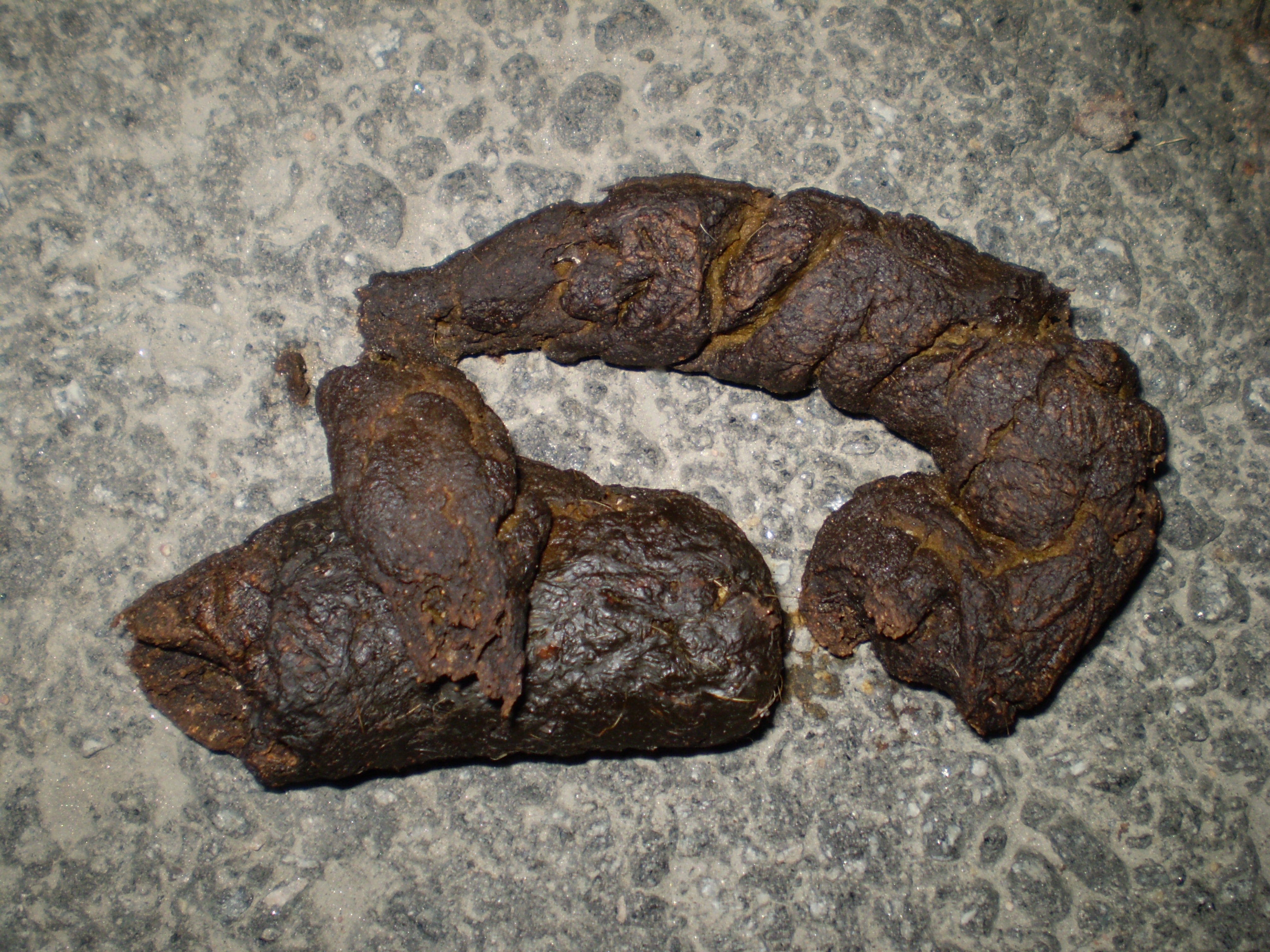
Hondenpoep

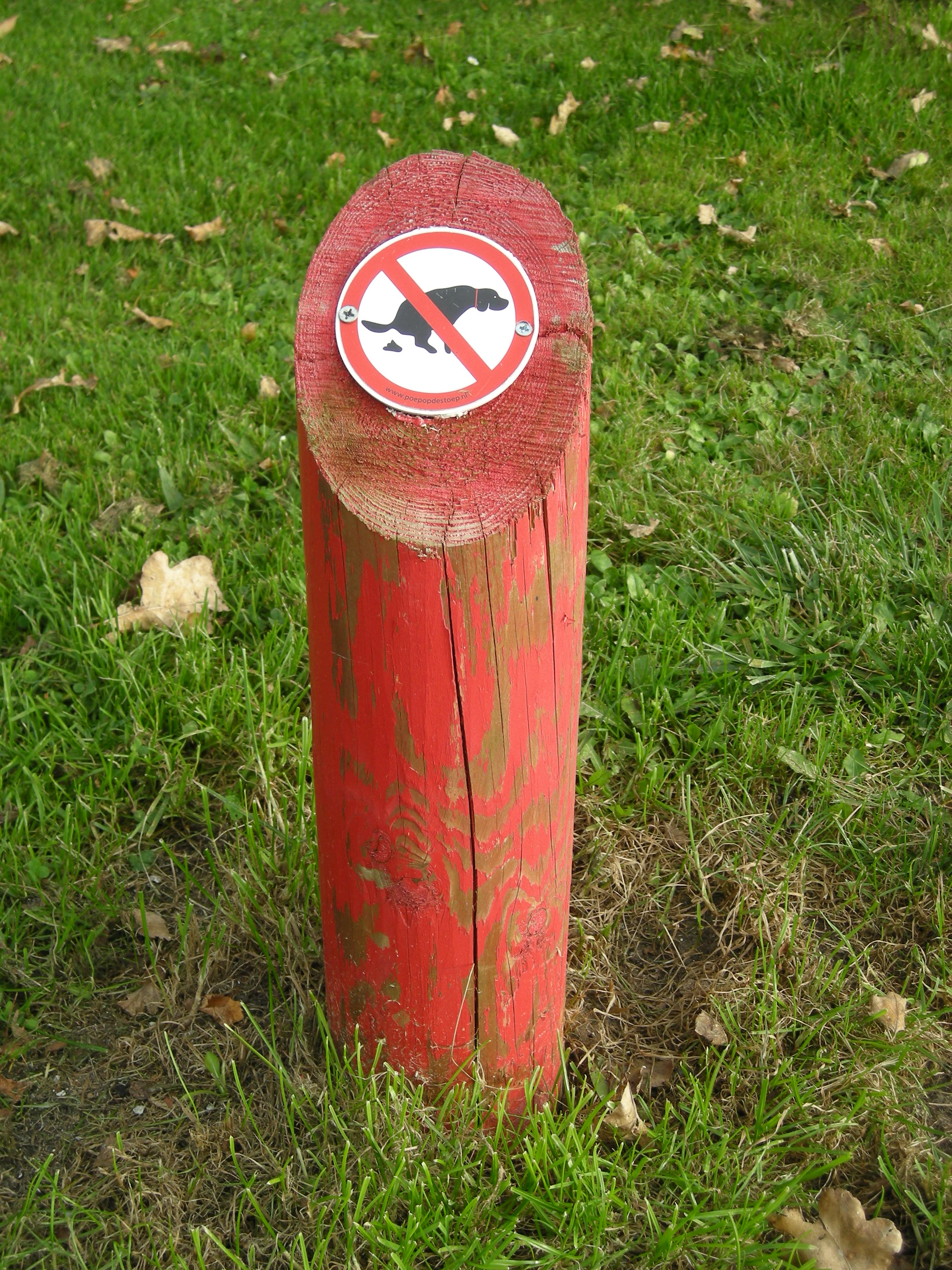
Hier dus niet

Hondenpoep is de ontlasting van honden. Volgens de Europese Wetenschappelijke Raad voor Parasieten bij Gezelschapsdieren (European Scientific Counsel Companion Animal Parasites afgekort Esccap) wordt in Nederland door de 1,8 miljoen aanwezige honden 145 miljoen kilo hondenpoep geproduceerd.
Hondenpoep is een van de grootste ergernissen in het stedelijk gebied, omdat de stoep, grasvelden en kinderspeelplaatsen vervuild worden met hondenpoep. Volgens het CBS ondervond in 2007 ruim een derde van de Nederlandse bevolking overlast van hondenpoep op straat. Ter bestrijding van deze overlast zijn op diverse plaatsen hondenpoepcontainers geplaatst. De hondenbezitters zijn verplicht de hondenpoep op te ruimen, maar velen doen dit niet. Hulpmiddelen voor het opruimen zijn een grijpertje en plastic afvalzakjes. Voor het achterhalen van welke hond de achtergelaten hondenpoep is, wordt er in de Israëlische stad Petach Tikwa DNA-materiaal van de hond gebruikt. Ook in Nederland gaan steeds meer stemmen op voor het invoeren van een DNA-databank van honden.
Hondenbelasting wordt onder anderen gebruikt om stoepen en grasvelden weer schoon te maken. Er is hiervoor allerlei schoonmaakapparatuur ontwikkeld. Meestal echter wordt het grootste deel van de hondenbelasting gebruikt voor het dichten van gaten in de gemeentelijke begroting.

## Toepassing van hondenpoep
Hondenpoep werd vroeger gebruikt bij het leerlooien voor het verkrijgen van soepel leer. Ook werd het gebruikt voor het ontharen van de huid. Toen tussen 1895 en 1897 Robert Hasenclever het enzym pancreatine ging produceren kwam deze toepassing van hondenpoep buitengebruik. Het effect van de hondenpoep werd niet veroorzaakt door de poep zelf maar door het door bacteriën geproduceerde eiwitafbrekende enzym trypsine.

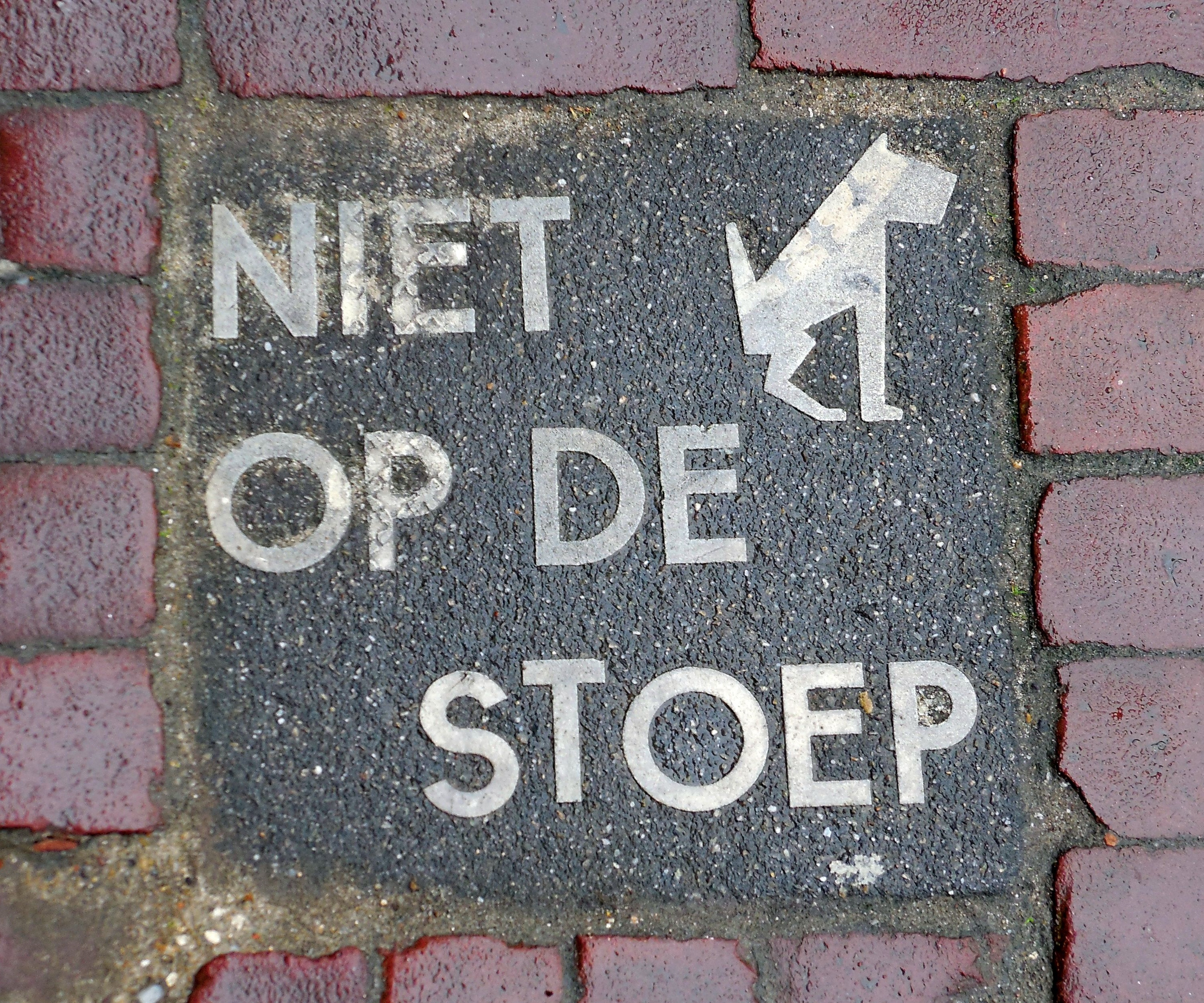
Stoep in Gouda

Verbodsborden in Duitsland
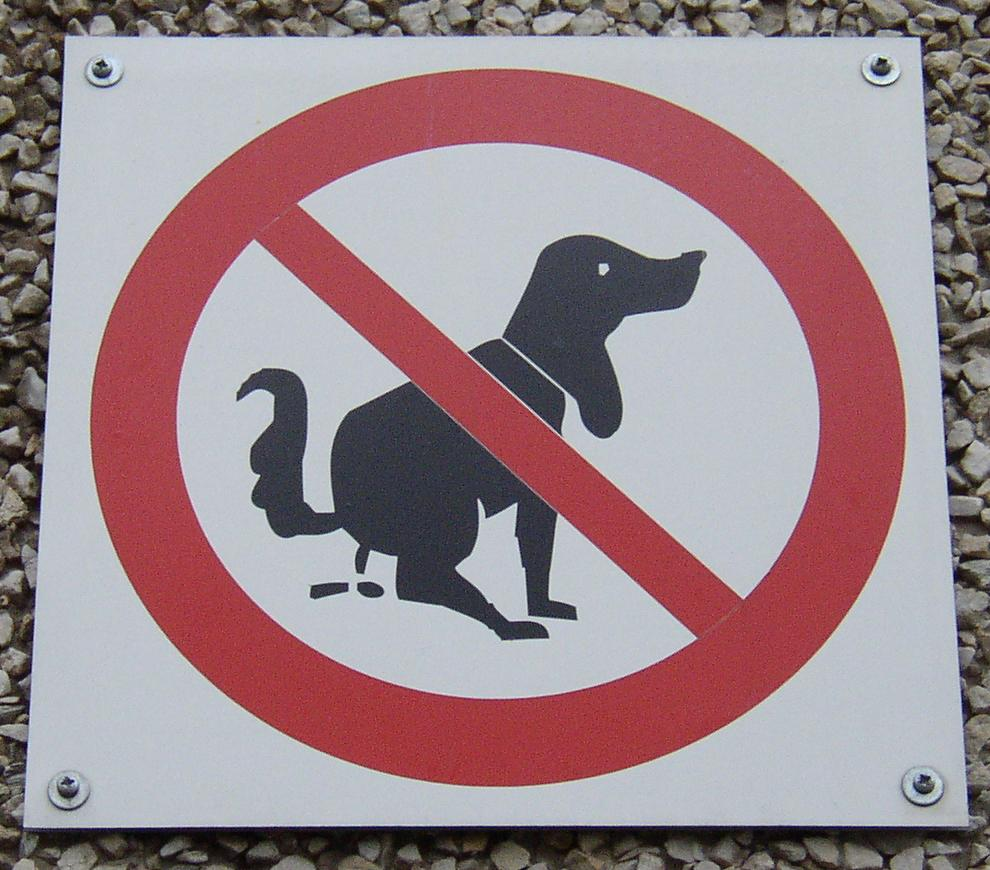
in Berlin-Pankow
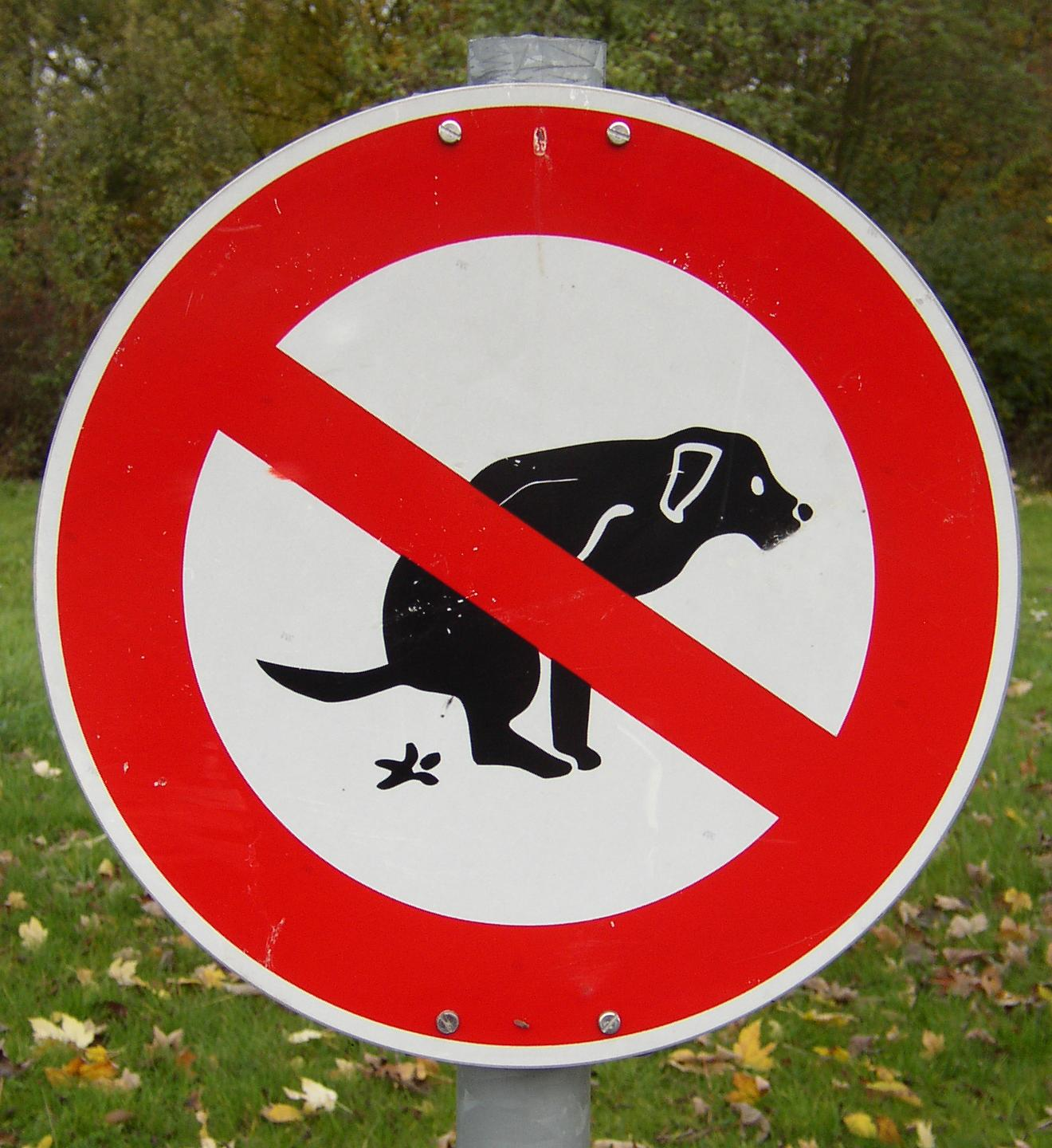
in Mücke-Atzenhain
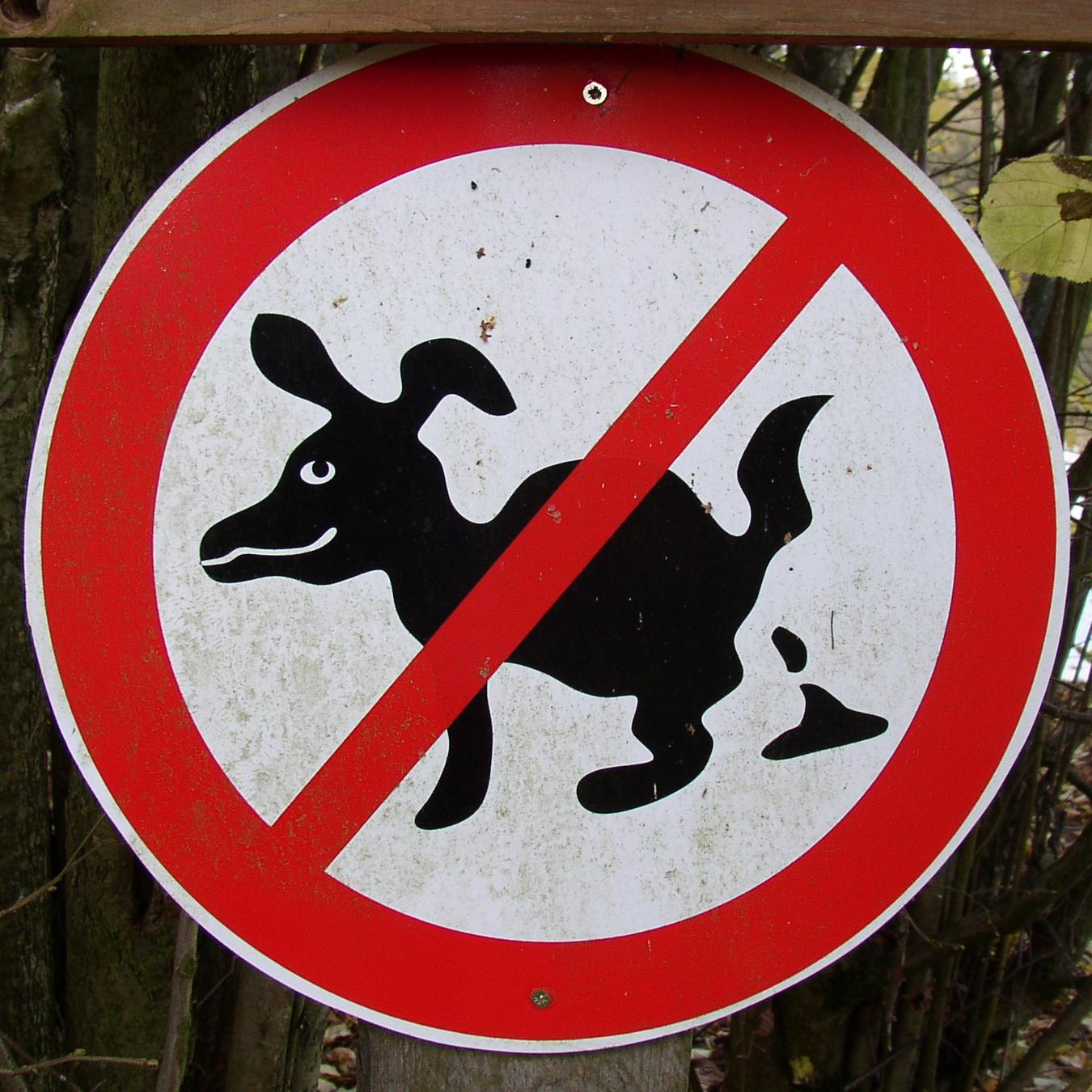
in Mücke-Atzenhain

## Afvalbakken voor hondenpoep

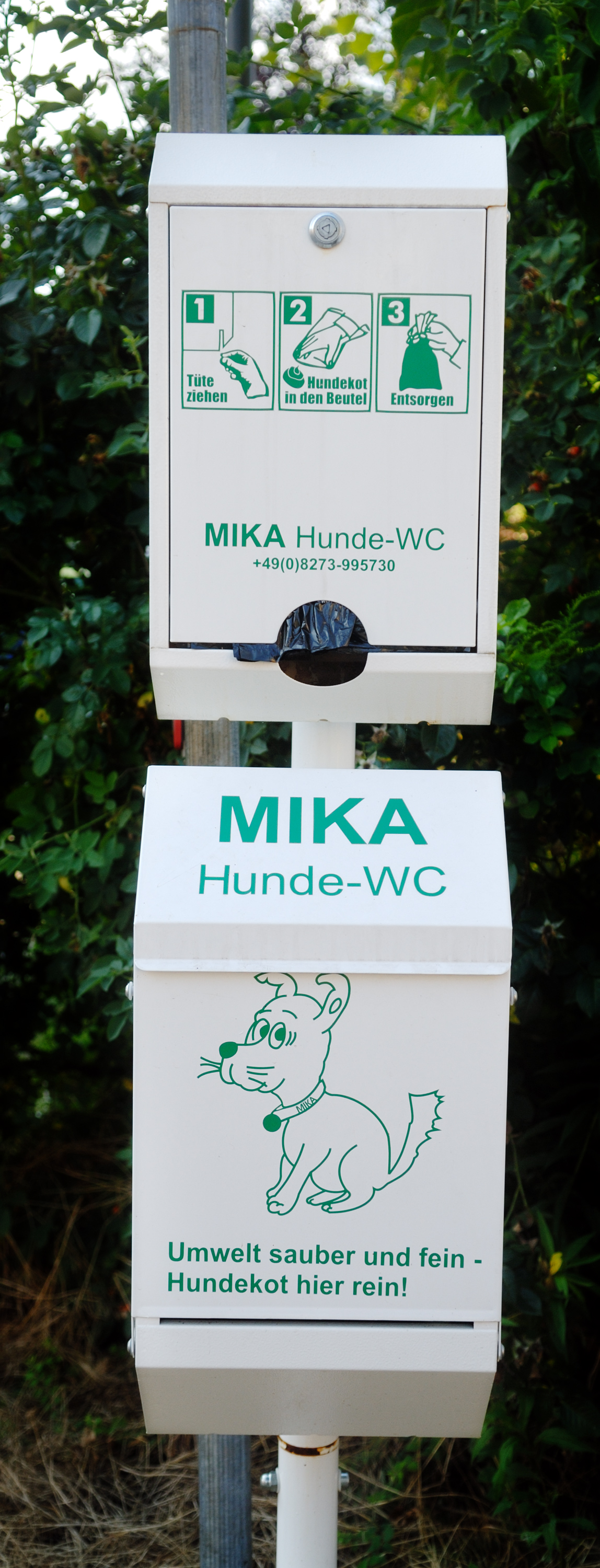
Zakautomaat met afvalbak in Duitsland
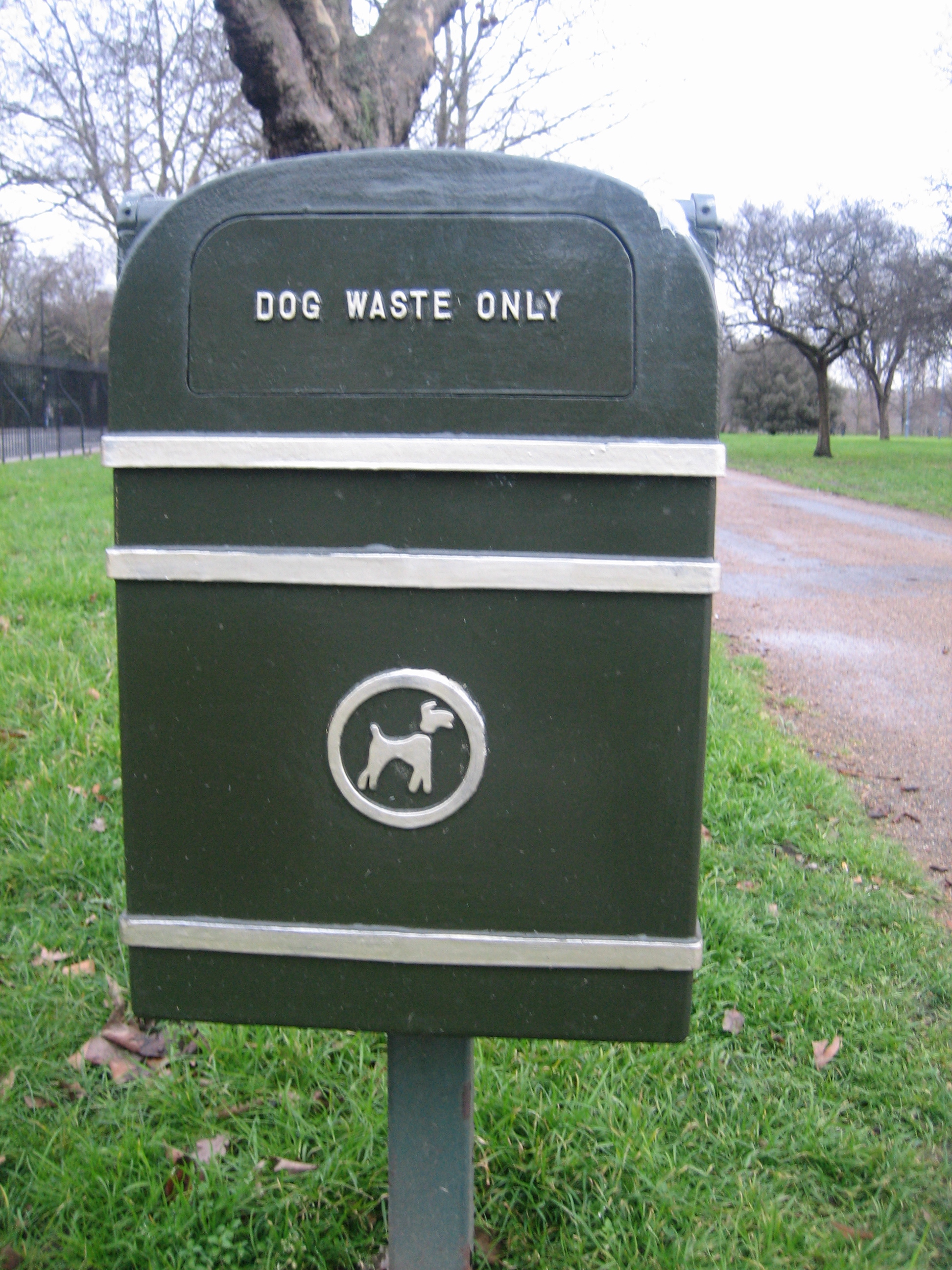
Afvalbak voor hondenpoep in Hyde Park in Londen
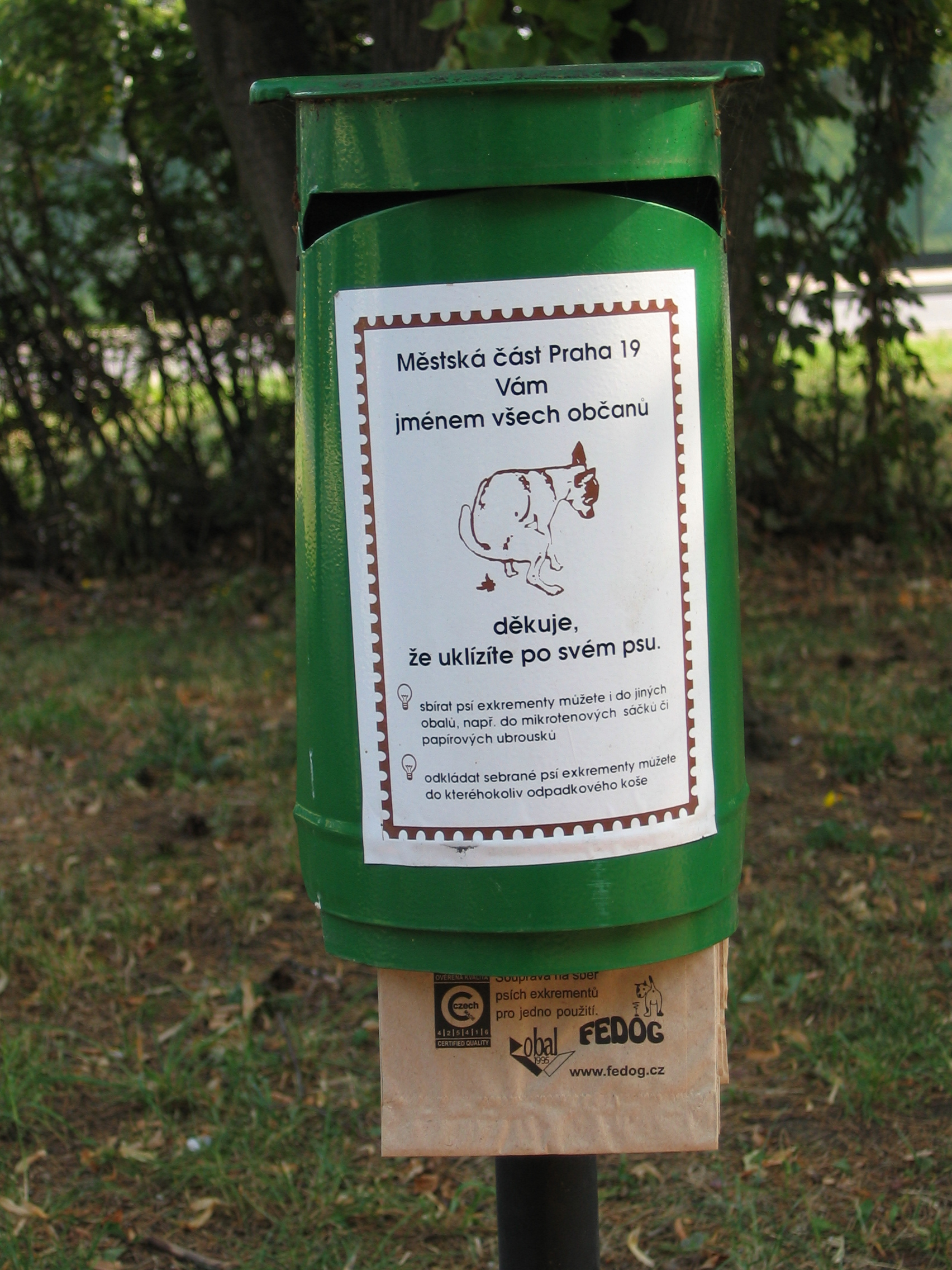
Afvalbak voor hondenpoep in Praag